# Salines de Calp
Les Salines de Calp, situades al mateix nucli urbà de la localitat i properes al Parc Natural del Penyal d'Ifac, són un enclavament singular amb presents valors culturals i socials, a més dels naturals. Amb una superfície de 41.08 Ha, s'hi han registrat 173 espècies d'aus, d'entre les quals destaquen les poblacions de flamenc rosat (Phoenicopterus roseus), que arriba a diversos centenars d'exemplars, i la de camallonga comú (Himantopus himantopus).
El primer document escrit que parla d'elles es remunta a mitjan segle XIII. L'abandonament definitiu de l'explotació es produeix el 1988.
Les Salines de Calp són part d'una antiga badia tancada per la formació d'una barrera transversal a l'onatge. Actualment, es pot veure aquesta barrera de dunes fòssils entre les Platja de l'Arenal i el Cantal Roig. L'altra part de la barrera estaria a la Platja de la Fossa. Aquestes barreres van unir el Penyal d'Ifac amb el continent, de manera que van formar un tómbol del que antigament era una illa.

## Fauna
A les salines existeix una gran varietat d'aus, de les quals podem citar-ne les següents:
- Escabussonet comú (Tachybaptus ruficollis)
- Escabussonet collnegre (Podiceps nigricollis)
- Corb marí gran (Phalacrocorax carbo)
- Esplugabous (Bubulcus ibis)
- Bernat pescaire (Ardea cinerea)
- Flamenc rosat (Phoenicopterus roseus)
- Ànec blanc (Tadorna tadorna)
- Ánec collverd (Anas platyrhynchos)
- Ánec cuallarg (Anas acuta)
- Ànec cullerot comú (Anas clypeata)
- Polla d'aigua comuna (Gallinula chloropus)
- Camallonga comú (Himantopus himantopus)
- Corriol camanegre (Charadrius alexandrinus)
- Xivitona comuna (Actitis hypoleucos)
- Gavina vulgar (Chroicocephalus ridibundus)
- Gavina corsa (Ichthyaetus audouinii)
- Gavià argentat de potes grogues (Larus michahellis)
- Xatrac becllarg (Thalasseus sandvicensis)
- Titeta de muntanya (Anthus spinoletta)

## Història
L'explotació de les salines de Calp té un origen molt remot, ja que la sal era un producte de primera necessitat per a la conservació dels aliments. En aquelles dates, l'ús de la sal era primordial per a la factoria de salaó del Morelló i Calp la feia servir per a la comercialització de la seva pesca. Les instal·lacions de salaó d'època romana dels Banys de la Reina confirmen la importància i l'antiguitat d'aquestes salines. En època romana complementa la seva producció al costat de la piscifactoria, adquirint la seva màxima esplendor al segle II d. C. Les salines van adquirir una gran importància al llarg de la història, arribant a proveir a més de 40 municipis.
El 13 de juny de 1260 en document signat a Barcelona el rei Jaume concedeix les salines de Calp a Bernat de Clora i els seus a condició que lliuressin a la corona, 4/5 parts de tota la sal i de tots els drets que produïssin. Amb posterioritat, l'any 1364 el Comte de Dénia arrenda les salines calpines a Guillem Buigues.
El transport de sal des de Calp s'efectuava majoritàriament per mar tot i que això suposava un perill perquè les barcasses solien rebre assalts. El transport per terra era pràcticament nul, els camins eren gairebé impracticables i permetien només el transport amb animals traginers. Aquesta situació es prolonga fins a finals del segle XIX en què definitivament s'obre el camí carreter per aquestes terres de la Marina.
A finals del segle xviii es comença a evidenciar que la salina calpina havia arribat a un grau tan deteriorat que era inviable arreglar-la i les pluges dels últims anys havien revifat el problema de les febres terciàries en entollar-se les aigües a les basses abandonades. Finalment el 16 d'abril de 1786 es demana “extingir” la salina i traslladar l'Administració a la veïna població de Dénia.
Posteriorment va haver-hi diversos intents de tornar-les a posar en funcionament, sent Vicente Buigues Ferrando, conegut com "Ti Marguí", qui va iniciar l'explotació de les salines més contemporànies l'any 1917, les quals van deixar de funcionar a finals dels anys 80.
Va ser Buigues qui va construir les noves basses per produir sal, construeix séquies de canalització de les aigües pluvials i aconsegueix erradicar els mosquits que proliferaven a les basses d'aigua dolça del saladar. Va inundar les basses amb aigua salada ideant un sistema perquè l'aigua de mar entrés per gravetat a la salina.
Les millores més importants a la salina es van produir durant l'administració d'Antonio Buigues Vives fill de Vicente i que va gestionar l'empresa del 1940 al 1960. En aquella època es va construir una séquia que recorria tot el perímetre exterior de les salines, es va mecanitzar amb un motor semi-dièsel i posteriorment amb un elèctric l'entrada d'aigua de mar a les salines, es van posar molins nous, es van construir noves basses i es van arreglar la resta.
Fins al 1972 la família Buigues explota directament les salines. En aquestes dates l'arrenden a José Sanchis "El Saleroso" de Gandia el seu millor client. Els "salerosos" Pepe i Andrés Sanchis, gestionen la sal fins al 1988 en què definitivament deixa de funcionar. Durant els anys de gestió del Saleroso s'encarrega de la producció i recol·lecció l'home de confiança dels Buigues i posteriorment dels Sanchis, José Ortolá Avargues, qui va morir l'any 2008, essent l'últim home de Calp que sabia fer sal.
El 1993 van ser declarades zona marítimo-terrestre expropiant-les als seus propietaris sense cap compensació.